# Jolanta Polikevičiūtė
Jolanta Polikevičiūtė (Panevėžys, 25 september 1970) is een voormalig professioneel wielrenster uit Litouwen. Ze vertegenwoordigde haar vaderland driemaal bij de Olympische Spelen: 1996, 2004 en 2008. Ze is de tweelingzus van de eveneens succesvolle wielrenster Rasa Polikevičiūtė. 

## Erelijst
1994
- 2e in Wereldkampioenschap, 50 km ploegentijdrit, Elite

1995
- 1e in 9e etappe Tour du Finistère

1996
- 5e in Olympische Spelen, wegwedstrijd, Elite
- 7e in  Olympische Spelen, individuele tijdrit, Elite

1998
- 1e in Eindklassement Trophée d'Or Féminin

1999
- 3e in Eindklassement Thüringen-Rundfahrt der Frauen
- 1e in 3e etappe Trophée d'Or Féminin
- 1e in 5e etappe Women's Challenge
- 2e in Eindklassement Trophée d'Or Féminin

2000
- 2e in 2e etappe Grande Boucle Féminine Internationale
- 3e in 10e etappe Grande Boucle Féminine Internationale
- 1e in 11e etappe Grande Boucle Féminine Internationale
- 2e in 15e etappe Grande Boucle Féminine Internationale
- 2e in 4e etappe Women's Challenge

2001
- 3e in 2e etappe Thüringen-Rundfahrt der Frauen
- 3e in 1e etappe Women's Challenge
- 2e in 2e etappe Women's Challenge
- 1e in 1e etappe Giro d'Italia Donne
- 2e in 3e etappe Tour de l'Aude Cycliste Féminin
- 2e in 3e etappe deel a Giro della Toscana Femminile

2003
- 3e in Eindklassement Emakumeen Bira
- 2e in 1e etappe Giro d'Italia Donne
- 2e in 8e etappe Tour de l'Aude Cycliste Féminin

2004
- 2e in 3e etappe deel a Giro della Toscana Femminile
- 1e in 9e etappe Giro della Toscana Femminile
- 2e in Emakumeen Saria
- 1e in 4e etappe Emakumeen Bira
- 31e in Olympische Spelen, wegwedstrijd, Elite

2005
- 3e in 3e etappe Tour de l'Ardèche

2008
- 1e in Lyon Vaise
- 3e in Pélussin
- 3e in 3e etappe Grande Boucle Féminine Internationale
- 3e in 6e etappe Grande Boucle Féminine Internationale
- 11e in Olympische Spelen, wegwedstrijd, Elite

## Ploegen
- 1998 — Elby (Frankrijk)
- 1999 — Entente Panevezys - Casteljaloux (Litouwen)
- 2000 — Acca Due O - Lorena Camichie (Litouwen)
- 2001 — Acca Due O - Lorena Camichi (Italië)
- 2002 — Acca Due O - Pasta Zara - Lorena Camiche (Litouwen)
- 2003 — Team 2002 Aurora RSM (San Marino)
- 2004 — USC Chirio-Forno d'Asolo (Italië)
- 2005 — Team Bianchi - Aliverti (Litouwen)
- 2007 — USC Chirio-Forno d'Asolo (Italië)
- 2008 — USC Chirio-Forno d'Asolo (Italië)
- 2009 — USC Chirio-Forno d'Asolo (Italië)